# Curtiss XP-71
Curtiss XP-71 byl projekt dvoumotorového těžkého eskortního stíhacího letounu. Jeho vývoj začal v roce 1941. Letoun měl mít přetlakovou kabinu a pohánět ho měla dvojice motorů Pratt & Whitney R-4360, které by roztáčely dvojici tlačných protiběžných vrtulí. Uvažovalo se i o bitevní nebo bombardovací variantě. Americké armádní letectvo nejprve objednalo stavbu dvou prototypů, ale v roce 1943 projekt zrušilo, aniž by byl postaven jediný z nich.

## Specifikace

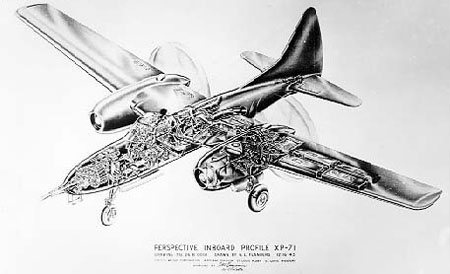
Perspektivní řez XP-71

### Technické údaje
- Osádka: 2
- Rozpětí: 25,07 m
- Délka: 18,85 m
- Výška: 5,79 m
- Plocha křídel: 55,9 m²
- Prázdná hmotnost: 14 090 kg
- Maximální vzletová hmotnost: 21 295 kg
- Pohon: 2× Pratt & Whitney R-4360-13 Wasp Major
  - Výkon motoru: 3450 hp (2574 kW)

### Výkony
- Maximální rychlost: 690 km/h ve výšce 7600 m
- Dolet: 4800 km
- Dostup: 12 000 m
- Plošné zatížení: 252 kg/m²

### Výzbroj
- 1× 75 mm kanón
- 2× 37mm kanón